# Ángel Fuentes
Ángel Fuentes Paniego, nascido em 5 de novembro de 1996 em Burgos, é um ciclista espanhol, membro da equipa Burgos BH.

## Biografia
Ángel Fuentes começa no ciclismo à idade de 7 anos no Club Ciclista Burgalés. Paralelamente à sua corrida de ciclismo nos amadores, e que estuda em engenharia eletrónica. Na categoria juniores, é sobretudo campeão de Castille-et-León do contrarrelógio em 2013. No ano seguinte, apanha a equipa da Fundación Contador Em 2015, no contrarrelógio, resulta campeão de Castille-et-León e termina oitavo do  campeonato da Espanha Esperanças.
Em 2018, sob as cores do clube Baqué-Ideus-BH, consegue ao sprint na primeira etapa. e termina terceiro do Memorial Manuel Sanroma, carreira inaugural do calendário amador espanhol. Neste mesmo ano, obtém diversos lugares de honra, em particular no calendário Basco, terminando terceiro da Goierriko Itzulia e do Grande Prêmio São José, quarto da Klasika Lemoiz e da Leintz Bailarari Itzulia, quinta do Troféu Santiago em Cos, sétimo da San Isidro Sari Nagusia e nona da San Bartolomé Sari Nagusia. Está contratado por Julio Andrés Izquierdo, director desportivo da equipa Burgos BH, que o contrata como stagiaire. Com esta, disputa uma carreira profissional, a Volta ao lago Taihu, que termina no vigésimo lugar.
Para a temporada de 2019, apanha a equipa Gomur-Cantábria Infinita. A início de ano, classifica-se quinto da classificação da Copa da Espanha aficionados, após ter conseguido uma manga : a Aiztondo Klasica, e obtido vários lugares de honra : segundo do Circuito Guadiana, quinto da Clássica Cidade de Torredonjimeno, sexto do Grande Prêmio Primavera de Ontur e do Grande Prêmio Macario. Em julho, consegue o prólogo depois a primeira etapa da Volta a Leão. Pouco tempo depois, impõe-se ao sprint na a segunda etapa da Volta a Vetusta.. A decorrer o mês de agosto, efectua um novo estágio na Burgos BH, com que assina um contrato profissional para a temporada seguinte

## Palmarés
- 2015
  - Campeão de Castela-e-Leão do contrarrelógio
- 2018
  - 1.ª etapa do Memorial Manual Sanroma
  - 3.º do Memorial Manual Sanroma
  - 3.º da Goierriko Itzulia
  - 3.º do Grande Prêmio São José
- 2019
  - Campeão de Castela-e-Leão em estrada
  - Aiztondo Klasica
  - Grande Prêmio Vila de Molhados
  - Prólogo e 1.ª etapa da Volta a Leão
  - 2. ª etapa da Volta a Vetusta
  - 2.º do Circuito Guadiana
  - 2.º da Laudio Saria
  - 3.º da Lazkaoko Proba

## Classificações mundiais
| Ano           | 2018   |
| UCI Asia Tour | 720.º. |